# NGC 4782
NGC 4782 је елиптична галаксија у сазвежђу Гавран која се налази на NGC листи објеката дубоког неба.
Деклинација објекта је - 12° 34' 9" а ректасцензија 12h 54m 35,8s. Привидна величина (магнитуда) објекта NGC 4782 износи 11,7 а фотографска магнитуда 12,7. Налази се на удаљености од 54,661 милиона парсека од Сунца. NGC 4782 је још познат и под ознакама MCG -2-33-50, VV 201, 3C 278, PGC 43924.